# Sette colli di Roma

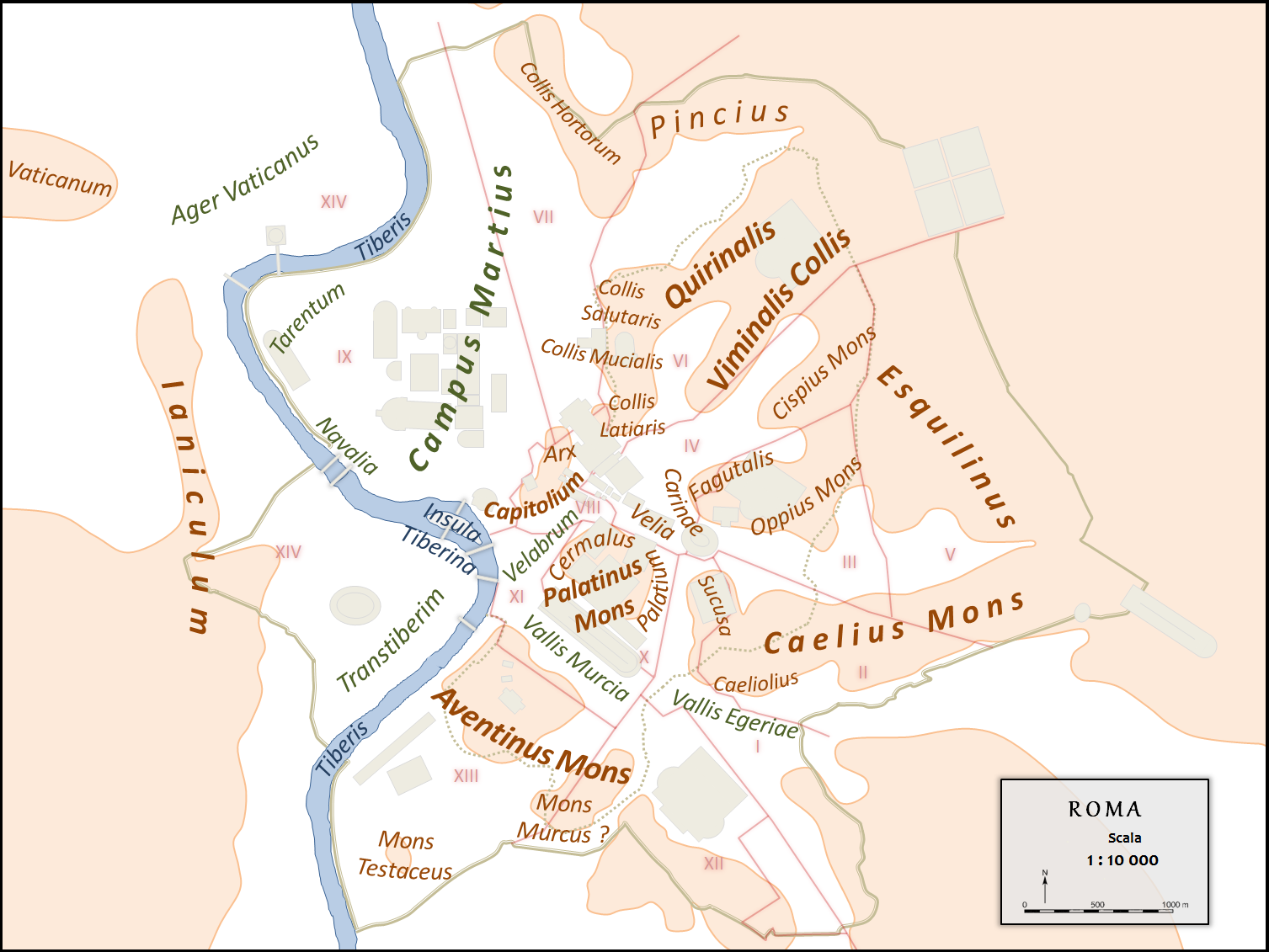
Mappa che evidenzia l'orografia di Roma antica

I sette "colli" di Roma sono le alture  su cui fu costruita la città antica, tuttora evidenti nel centro storico della città moderna, con un'altezza di circa 50 m. La lista canonica, trasmessa da Cicerone e Plutarco, comprende: Aventino, Campidoglio, Celio, Esquilino, Palatino, Quirinale e Viminale.
Il loro numero è costante, ma la loro esatta identificazione varia a seconda delle fonti. Ciò è dovuto al fatto che la tradizione dei sette colli ricalca un preistorico settimonzio che contava sette alture, tutte circoscritte in una zona ristrettissima della città e in seguito rese irriconoscibili dalle trasformazioni urbane.

## Descrizione generale
L'identificazione dei sette colli si accompagnò, modificandosi, con l'espansione della città, dalla Roma quadrata fino al periodo imperiale, tanto che ai tempi di Costantino tra i sette "colli" si annoveravano Vaticano e Gianicolo, entrambi sulla sponda opposta del Tevere rispetto alla lista canonica, mentre ne erano esclusi Quirinale e Viminale. L'attuale centro storico di Roma comprende anche il colle del Pincio.
L'orografia subì inoltre cambiamenti con la costruzione della città, come è il caso dell'appianamento sella tra Campidoglio e Quirinale tagliata nel II secolo per edificare il Foro di Traiano (tanto che l'altezza della Colonna di Traiano ricorderebbe appunto l'altezza della sella stessa), e dello sbancamento Velia che collegava Palatino ed Esquilino, operato nella prima metà del XX secolo per consentire l'apertura di via dei Fori Imperiali.
Queste alture non sono isolate ma compongono un sistema collinare costituito da tre lunghe dita di una mano che si riuniscono a est nel pianoro dove attualmente sorge la stazione Termini (a sud il Celio; al centro Palatino, Velia ed Esquilino; più a nord Campidoglio e Quirinale), tra cui si interponevano alcune valli come la Vallis Murcia (tra Aventino e Palatino, e occupata più tardi dal Circo Massimo) e l'area del Foro romano (tra Palatino, Velia e Campidoglio).

## Descrizione dei colli

### Il "colle" del potere: Palatino
Dal punto di vista archeologico, il Palatino è molto importante, poiché gli scavi hanno rivelato prove di insediamenti risalenti al X secolo a.C., ovvero prima che Romolo fondasse la città. Grazie a queste prove archeologiche si ritiene che i primi romani vivessero in capanne, poiché l'area era piuttosto paludosa prima che la città fosse prosciugata per fornire terreni edificabili più solidi. Oggi il Palatino è noto soprattutto come il luogo dove abitarono i primi imperatori. La parola 'palazzo' deriva proprio da Palatium, una delle due sommità del colle, dove Augusto, il primo imperatore, stabilì la sua residenza costruendovi la sua dimora imperiale. L'altra cima era detta Fagutal per l'abbondanza di faggi.  Interessante è notare che la residenza imperiale è costruita nelle immediate vicinanze della presunta capanna di Romolo  e della grotta in cui la lupa avrebbe allevato lui e suo fratello. Ciò permise ad Augusto di mantenere stretti legami con il leggendario fondatore della città e consolidò il suo potere. Augusto costruì anche un tempio ad Apollo vicino alla sua casa. Avendo migliorato l'estetica di Roma e "lasciata Roma una città di marmo", prese forza l'idea di un'associazione fra Augusto e Apollo, il dio delle arti. Si ritiene inoltre, grazie all'Eneide di Virgilio, che il colle fosse un tempo dimora di Evandro e di suo figlio Pallade, entrambi greci arcadici. Pallade era un caro amico di Enea, il leggendario principe di Troia. I due presumibilmente unirono le loro forze per andare in guerra contro i Rutuli. Pallade, tuttavia, fu ucciso in battaglia da Turno. La scelta di Augusto di associarsi a questo colle, quindi, parlava anche di questo mito precedente, legando i guerrieri troiani caduti al fortunato futuro che attendeva Roma. Altri imperatori le cui dimore si trovano al Palatino sono Tiberio, successore di Augusto, e Domiziano, che regnò durante la seconda dinastia di Roma, quella dei Flavi. Anche Nerone, l'ultimo della dinastia di Augusto, aveva una casa in questo sito, ma questa bruciò nel Grande Incendio del 64 d.C., a cui lui stesso fu accusato di aver dato inizio.

### Il "colle" della guerra: Aventino
Il "colle" Aventino, sede della città di Remo, non era originariamente compreso nei confini della città di Roma, a causa in parte della sconfitta di Remo. Fu solo con il quarto re di Roma, Anco Marzio, che il "colle" passò sotto il dominio romano come sede dei Latini che Anco conquistò e vi si trasferì. Anco è noto per i suoi programmi di costruzione, tra cui mura, una prigione e il ponte principale sul Tevere. Le sue mura furono costruite intenzionalmente per ampliare i confini di Roma e così facendo poté includere l'Aventino. Il "colle" Aventino è geograficamente caratteristico per le sue due cime, con una depressione tra le due che in seguito divenne un confine che separava il "colle" in due diverse regioni. È una dichiarazione alle divinità straniere che furono accolte nella città di Roma, in quanto è il "colle" con i monumenti più stranieri. Su questa collina si trovava anche l'Armilustrium, che era il luogo in cui armi e armature sarebbero state purificate al termine della stagione militare. Situato com'era su un lato del Circo Massimo, il sito originale in cui i guerrieri si radunavano prima della battaglia, l'Aventino ha una forte associazione con la guerra nel mondo antico, rendendolo uno dei siti principali all'interno della città in crescita. Oggi è nota anche per i suoi monasteri e chiese, aggiunti al "colle" durante il periodo cristiano della città.

### Il "colle" della testa: Campidoglio
Il Campidoglio, posto tra il Campo Marzio e il Foro Romano, era in origine la cittadella della città, fortificata contro gli attacchi e situata saldamente all'interno delle Mura Serviane, le prime mura definitive di Roma. È noto storicamente per l'invasione dei Sabini, una cultura vicina durante la prima Roma. Durante il regno di Romolo, e come parte della sua ricerca per espandere la piccola città, invase i Sabini. I coloni a Roma erano costituiti dai seguaci prevalentemente maschi di Romolo, e così leggenda vuole che rapissero le donne dei Sabini e le presero per mogli. Per punizione, i Sabini attaccarono e furono fatti entrare in città da una donna romana chiamata Tarpeia. Dopo l'ammissione dei Sabini nella città di Roma, Tarpeia fu poi ricordata dalla roccia a lei intitolata, da cui sarebbero stati gettati a morte traditori e criminali. Le donne Sabine che erano state rapite alla fine fermarono la lotta e le due culture si unirono in termini pacifici, con le Sabine che si stabilirono sul Campidoglio. Vari templi si trovano anche sul Campidoglio, in particolare il Tempio di Giove Ottimo Massimo che fu per lungo tempo il luogo religioso più importante della città. Fu dedicato verso la fine della monarchia romana, c. 509 a.C., e fu ricostruito numerose volte nel corso della storia della città. Questo tempio ospitava immagini di Giunone, moglie di Giove e dea del matrimonio, e Minerva, figlia di Giove e dea della saggezza e della guerra, e formava quella che viene chiamata la Triade Capitolina. Questi erano considerati tre degli dei più importanti nella fede romana e furono spesso raffigurati insieme nel corso della storia romana. A causa della loro posizione di rilievo sul Campidoglio, la raffigurazione di questi tre dèi insieme veniva spesso chiamata Capitolia. Altri templi sul Campidoglio includono il Tempio di Saturno (il dio dell'agricoltura), il tempio di Giunone Moneta (Giunone dea dei fondi e del denaro) e il tempio della Virtus. Il Campidoglio è anche significativo nella storia romana per essere l'unico colle di Roma a sfuggire alla cattura da parte del primo sacco di Roma nel 390 a.C. da parte dei Galli. Fu da questo sito che i romani tentarono di difendere la loro città in caduta. Oggi il Campidoglio custodisce la più vasta collezione di opere d'arte antiche e rinascimentali della città di Roma.

### Il "colle" dei sabini: Quirinale
Il "colle" Quirinale è stato storicamente un altro luogo di insediamento sabino. Il re dei Sabini vi abitò per contribuire a consolidare la loro nuova pace con i romani. Si dice che il secondo re di Roma, un Sabino di nome Numa Pompilio, noto per i suoi modi pacifici e per la sua associazione con la ninfa dei boschi Egeria, vivesse sul Quirinale piuttosto che sul Palatino. Il colle è così chiamato in onore del dio sabino Quirino che è stato spesso associato al dio romano Giano, il dio delle porte e dei confini, che fu adottato nella religione romana da un capo sabino. Oggi, la collina è la sede della casa del Presidente della Repubblica, che vive nel Palazzo del Quirinale.

### La collina dei ricchi: Celio
In origine il nome doveva essere Querquetulanus mons per la ricchezza di querce, mentre l'origine del nome Caelius viene concordemente fatta risalire all'etrusco Celio Vibenna, uno dei due fratelli di Vulci che avrebbero aiutato Servio Tullio a diventare re di Roma.
Il Celio divenne famoso durante il regno del terzo re di Roma, Tullo Ostilio. Noto per la sua abilità militare e per i suoi miglioramenti al primo esercito romano, Ostilio sconfisse  la vicina cultura di Alba Longa a metà del VII secolo a. C. Dopo la loro sconfitta, ha reinsediato questa cultura sul Celio. Nella successiva storia romana, il colle Celio divenne noto per le sue elaborate case repubblicane, come il quartiere dei cittadini più ricchi di Roma. Sotto l'Impero, fu costruito un tempio al quarto imperatore romano, Claudio, e uno degli imperatori successivi, Caracalla, costruì il suo vasto sistema termale qui vicino (212 d.C. circa). Il più grande sistema termale dell'antica Roma (all'epoca), le rovine delle Terme di Caracalla sono uno dei punti salienti della cultura romana, fornendo ampie testimonianze archeologiche dell'antica rete termale.

### Il "colle" d'oro: Esquilino
Il "colle" Esquilino di Roma è il "colle" più grande della città, ed è meglio conosciuto per il suo ruolo nella dimora dell'imperatore Nerone , o Domus Aurea . Dopo il Grande Incendio di Roma nel 64 d.C., Nerone costruì una gigantesca casa d'oro sulla collina, prendendo la terra distrutta dagli abitanti della città e riutilizzandola per sé. Il suo complesso comprendeva anche un lago gigante e una grande statua di se stesso chiamata il Colosso, il cui sito fu poi utilizzato dall'imperatore Vespasiano per il Colosseo, o Anfiteatro Flavio. La collina dell'Esquilino è ancora pesantemente scavata poiché gran parte della casa d'oro di Nerone fu sepolta dopo la sua morte. In quanto tale, è una delle migliori fonti di affreschi romani antichi sopravvissuti.

### Il colle degli dei e dei bagni: Viminale
Il più piccolo dei Sette Colli di Roma è il Colle Viminale. Storicamente si pensa che sia stato il primo colle ad essere incluso nella città di Roma. Il colle Viminale un tempo possedeva un tempio al dio Serapide, una divinità che combinava aspetti dello Zeus greco e dell'Osiride egiziano, e fu eretto dall'imperatore Claudio, c. 41-54 d.C. Le Terme di Diocleziano, iniziate c. 298 d.C., furono costruite anche nei pressi di questo colle, e sostituirono le Terme di Caracalla come le più grandi terme della città di Roma. Più recentemente, il colle Viminale è stato la sede della Presidenza del Consiglio dei Ministri d'Italia fino agli anni '60.

## L'originale Septimontium

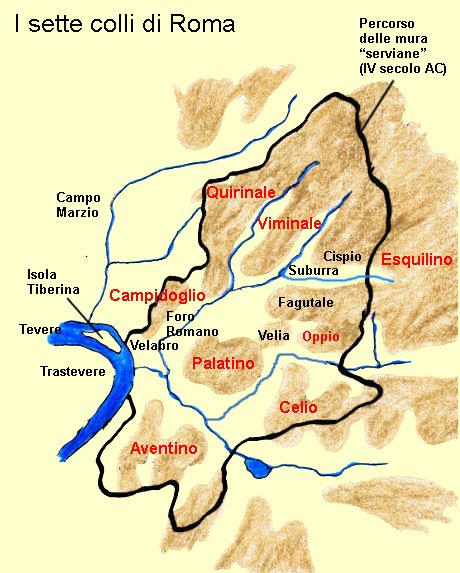
I colli di Roma in età regia

La lista più antica, relativa al primo centro proto-urbano di Roma sorto dal sinecismo di piccolissimi insediamenti (Septimontium), era diversa, estendendosi in effetti su soli tre colli, di cui venivano contate le cime. Quest'orografia era ripresa da un'antichissima festività che prevedeva, a dicembre, un ciclo di sacrifici presso le tombe degli Argei, i mitici compagni di Ercole e primi abitatori del Lazio, collocate presso le seguenti alture:
- le due cime del Palatino (il Palatium e il Cermalus);
- le tre dell'Esquilino (il Fagutal, l'attuale Colle Oppio e il Cispius);
- la Velia, che collegava Palatino ed Esquilino, e che fu in parte spianata nel XX secolo per l'apertura di via dei Fori Imperiali;
- il Celio detto anche Querquetulanus.

Merita di essere ricordata la teoria che vuole che la città di Roma abbia avuto origine dalla fusione della tribù dei Tizi, di origine sabina e stanziati sul Quirinale, con una comunità formatasi precedentemente e costituita da Ramni (latini) e Luceri (etruschi) riuniti nel Septimontium.